# Paratrooper

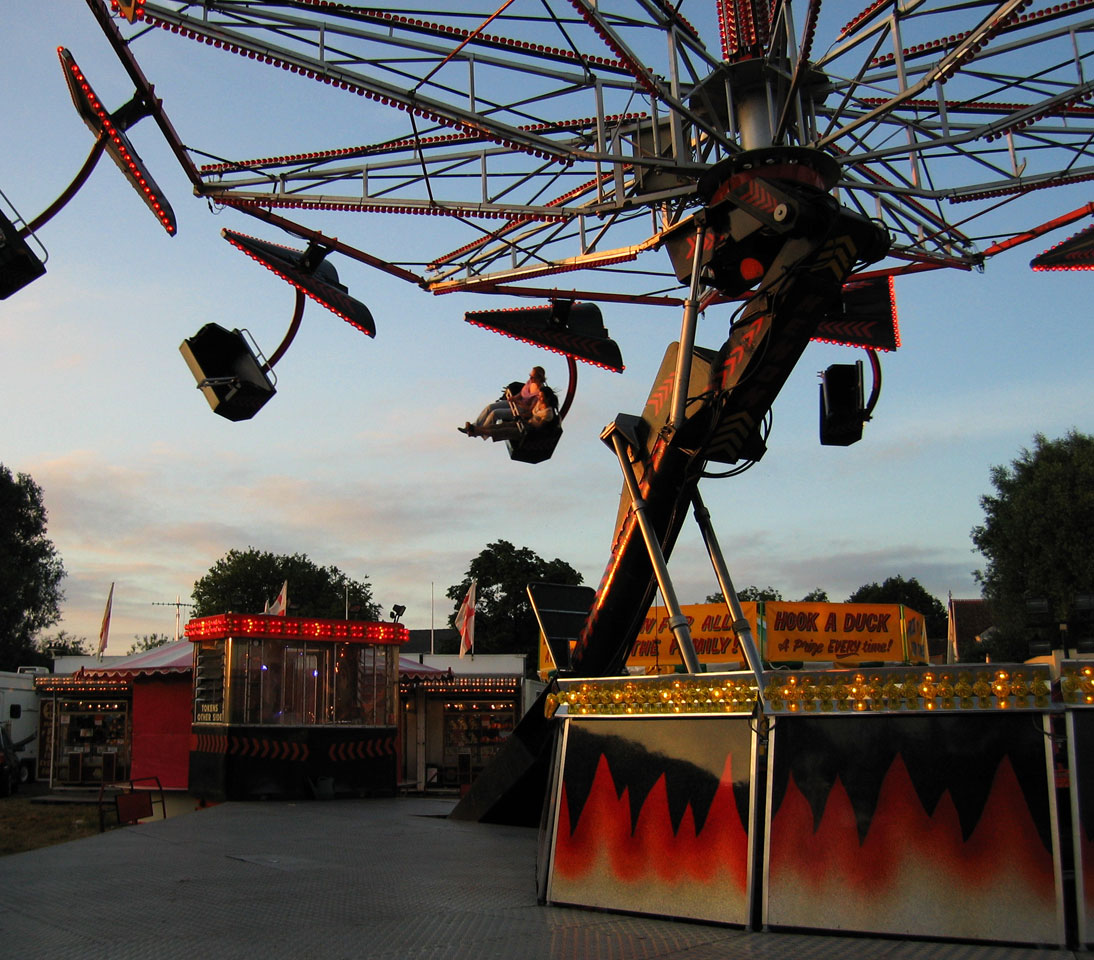
Paratrooper sur une foire de Cambridge.

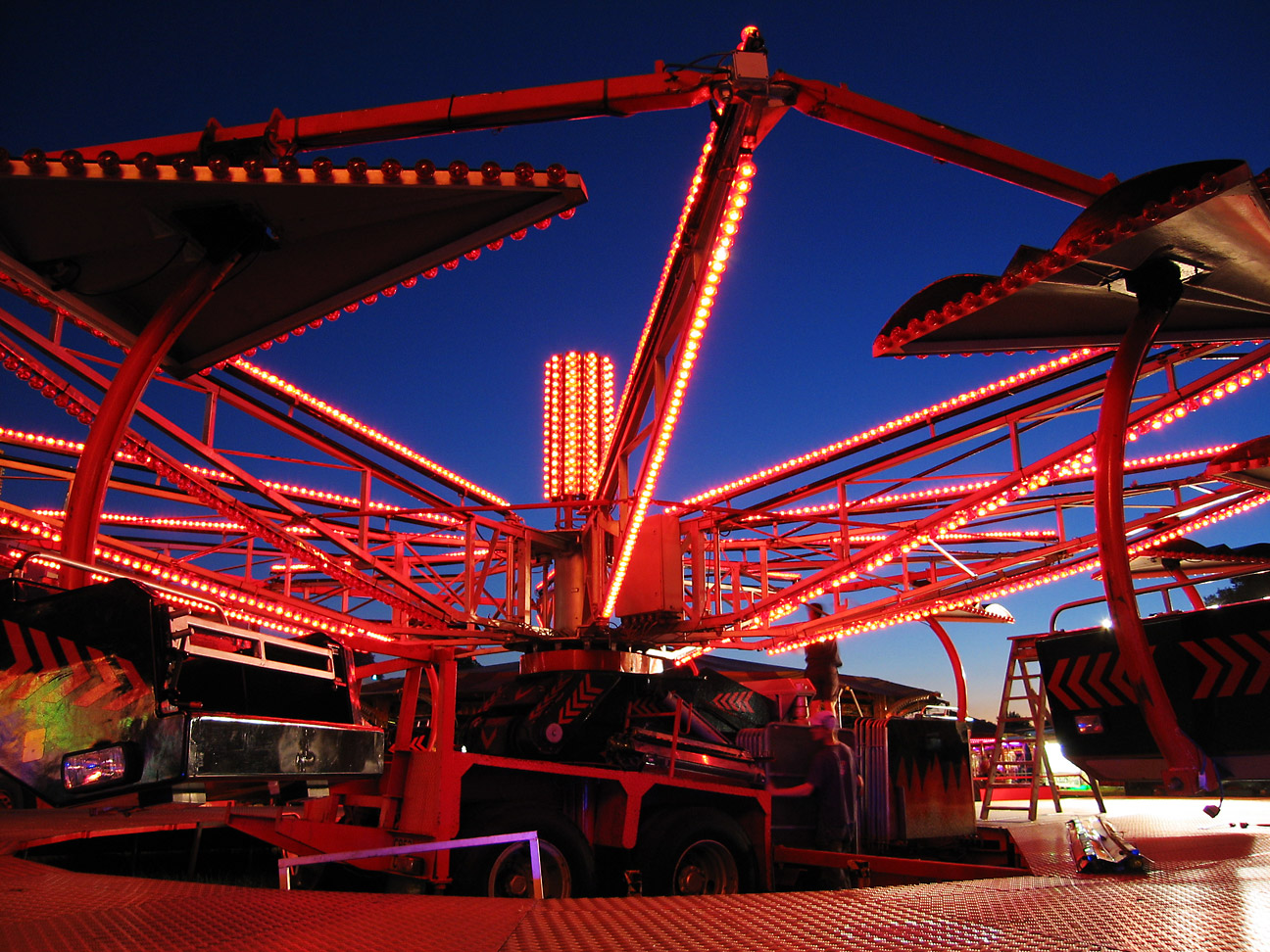
Paratrooper de nuit

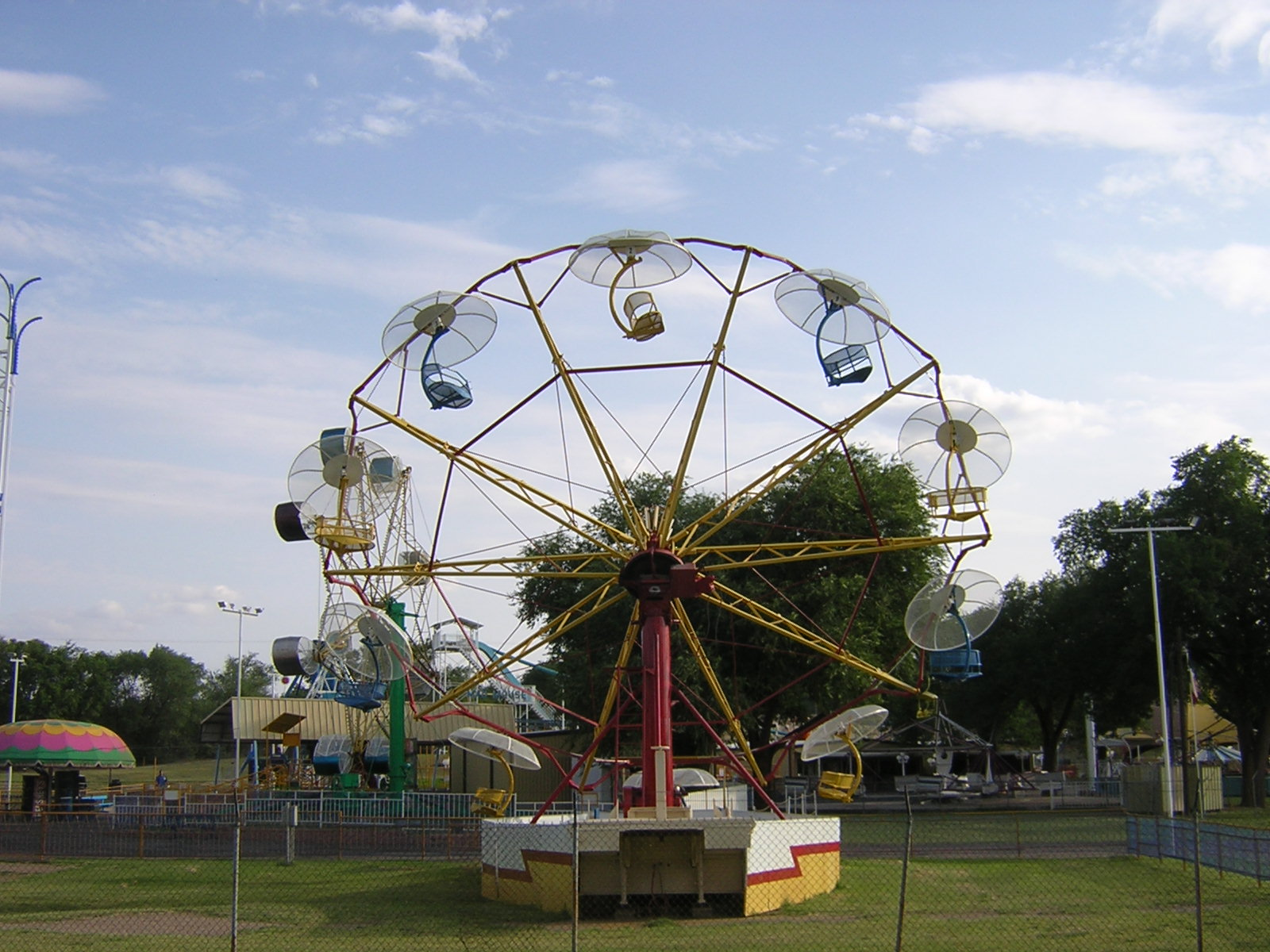
Paratrooper à Joyland Amusement Park

Un Paratrooper également connu sous le nom Umbrella Ride est un type d'attraction.

## Concept et fonctionnement
L'attraction est composée d’une grande roue horizontale à laquelle sont attachés les wagonnets généralement thématisés en deltaplanes. Quand le tour commence, la roue se met en position oblique et commence à tourner. Les wagonnets sont attachés de manière à avoir une certaine liberté. Avec la vitesse, la force centrifuge les attire vers l’extérieur du manège.
Les vieux modèles de Paratroopers possèdent une roue qui ne reste que dans la position oblique, ce qui contraint de ne faire embarquer que deux personnes à la fois, dans le wagonnet au point le plus bas de la roue. La plupart d’entre eux ont été fabriqués par Bennet, Watkins ou Hrubetz. Le constructeur allemand Heintz-Fahtze a développé un modèle plus large commercialisé sous le nom de "Twister".

## Variante
Tivoli Entreprises a développé un manège nommé "Force 10" qui présente de nombreux points communs avec le Paratrooper. La principale différence est l’inclinaison de la roue. Alors que Paratrooper reste à un angle de 40°, Force 10, pendant le tour, passe graduellement de 40° à 180°. Alors que la version originale est très familiale et accessible par tous, la version Force 10 est beaucoup plus intense.

## Attractions de ce type
- Waly-Twister - Walygator Parc - 2008 à 2012 - (Modèle forain, Heintz Fahtze)
- Des versions mobiles circulent dans de nombreuses fête foraines françaises.
- Un modèle est installé au parc d'attraction Hili Fun City à Al Ain, dans l'émirat d'Abou Dabi, à environ 150 km de Dubaï.